# シクステン・エールリンク
シクステン・エールリンク（Sixten Ehrling、1918年4月3日 - 2005年2月13日）はスウェーデンの指揮者。
マルメの銀行家の家に生まれた。18歳のときにストックホルムの王立音楽院に進学し、ヴァイオリンやピアノ及びオルガンを学び、指揮法も習得した。第二次世界大戦期にはカール・ベームやアルベール・ヴォルフらのもとで研鑽を積んだ。
1950年にストックホルム・フィルハーモニー管弦楽団の演奏会でストラヴィンスキーの《春の祭典》を指揮して公式デビューを果たし、1953年から1960年までスウェーデン王立歌劇場の音楽監督となり、ユッシ・ビョルリングやビルギット・ニルソンらと親交を結んだ。エールリンク在任中には、ブロムダールの《アニアラ》などが初演されている。
1963年には、アメリカに渡り、ポール・パレーの後任として、デトロイト交響楽団の首席指揮者に就任し、ルチアーノ・ベリオをレジデンス・コンポーザーに据えた。1973年にその任を勇退してからは、ジュリアード音楽院で指導に当たり、チョン・ミョンフンらを育てている。2005年にニューヨークにて他界。